# Майкл Кліффорд
Майкл Го́рдон Клі́ффорд (англ. Michael Gordon Clifford; нар. 20 листопада 1995, Квакерс-Гілл, Новий Південний Уельс, Австралія) — австралійський музикант, найбільш відомий як вокаліст поп-рок гурту 5 Seconds of Summer. 
З 2014 року Майкл Кліффорд разом з 5 Seconds of Summer продали понад 10 мільйонів альбомів, понад 2 мільйони квитків на концерти по всьому світу, а кількість прослуховувань пісень гурту перевищила 7 мільярдів, що робить їх одним з найуспішніших австралійських музичних експортерів в історії.

## Раннє життя
Майкл Гордон Кліффорд народився 20 листопада 1995 року і виріс у передмісті Сіднея, Новий Південний Уельс, Квакерс-Хілл, що на північному заході від міста. Він є єдиною дитиною батьків Карен і Деріла Кліффордів, які займалися комп'ютерним бізнесом неподалік від Квакерс-Хілл. Майкл Кліффорд відвідував Північно-Західний християнський коледж, де в третьому класі подружився з майбутнім колегою по гурту Калумом Гудом. 
У старших класах Кліффорд навчався у Коледжі Північно-Західного християнського коледжу, де в сьомому класі познайомився з іншим колегою по гурту, Люком Хеммінгсом. Пізніше він говорив, що спочатку «ненавидів» Хеммінгса «цілий рік», але вони подружилися і створили гурт. Кліффорд познайомився з майбутнім колегою по групі Ештоном Ірвіном через спільних друзів у 9-му класі. 
В інтерв'ю журналу People він згадував, що «проводив багато часу поза школою». Нерегулярне відвідування призвело до того, що Кліффорд покинув середню школу, коли він був у 10-му класі, замість того, щоб закінчити курс у TAFE.

## Кар'єра
У 2011 році Майкл Кліффорд, Калум Гуд і Люк Хеммінгс почали публікувати кавери на пісні на каналі Хеммінгса на YouTube. Згодом до тріо доєднався їхній спільний друг Ештон Ірвін, сформувавши нинішній склад 5 Seconds of Summer. Після кількох місяців спільних публікацій каверів гурт почав привертати увагу великих музичних лейблів і видавництв. Спочатку гурт підписав видавничу угоду з Sony/ATV Music Publishing. Відтоді Майкл Кліффорд випустив п'ять студійних альбомів разом з гуртом, кожен з яких мав успіх у всьому світі: 
- 5 Seconds of Summer (2014);
- Sounds Good Feels Good (2015);
- Youngblood (2018);
- Calm (2020);
- 5SOS5 (2022).

На виставці NAMM у січні 2019 року Майкл Кліффорд у співпраці з Gibson представив гітару Michael Clifford Signature Melody Maker. Гітара з'явилася у продажу в травні 2019 року, і Кліффорд зазначив, що головним джерелом натхнення для неї стала його перша гітара — Melody Maker Джоан Джетт. Він сказав, що метою створення Melody Maker було «віддати данину поваги Joan Jett Melody Maker», і що він сподівається, що гітара «надихне» когось, так само, як Джетт надихнула його. Майкл Кліффорд — наймолодший гітарист, який коли-небудь отримував гітару на замовлення на своє ім'я.
У червні 2019 року стало відомо, що Майкл Кліффорд співпрацював з Nightfood Ice Cream у розробці спеціального шоколадного смаку для цього бренду.
Окрім гурту, Кліффорд цікавиться іграми. Його акаунт на Twitch, який він використовує для прямих трансляцій ігрових сесій, налічує понад 150 000 підписників. Під час австралійських пожеж у січні 2020 року Майкл Кліффорд провів благодійний прямий ефір на Twitch, усі кошти від якого були передані Австралійському Червоному Хресту.

## Особисте життя
У Майкла Кліффорда діагностували депресію. 
У червні 2015 року Кліффорд отримав незначні травми обличчя, волосся та плеча в результаті нещасного випадку з піротехнікою під час туру Rock Out With Your Socks Out Tour на Вемблі в Лондоні.
У січні 2019 року Кліффорд опублікував у своєму Instagram-акаунті повідомлення про заручини зі своєю дівчиною Крістал Лей. 11 січня 2022 року пара оголосила про свою річницю, повідомивши, що вони одружилися на приватній церемонії. 12 червня 2023 року Майкл і Крістал оголосили, що чекають на первістка. 13 липня 2023 року Майкл Кліффорд і його дружина оголосили, що у них буде дівчинка. 7 грудня 2023 року подружжя оголосило про появу своєї першої дитини, доньки Луа Стіві Кліффорд. Вона народилася 30 жовтня 2023 року в Грузії.
У 2019 році повідомлялося, що Майкл Кліффорд купив маєток з вісьмома спальнями на 4 акрах землі в Лос-Анджелеському районі Веллі-Віллідж, розташованому в долині Сан-Фернандо. У липні 2020 року статки Кліффорда оцінювалися в 20 мільйонів доларів США.

## Дискографія

### Студійні альбоми
- 5 Seconds of Summer (2014)
- Sounds Good Feels Good (2015)
- Youngblood (2018)
- Calm (2020)
- 5SOS5 (2022)

### Концертні альбоми
- LIVESOS (2014)

### Мініальбоми
- Unplugged (2011)
- Somewhere New (2012)
- She Looks So Perfect EP (2014)
- Don't Stop EP (2014)
- Amnesia EP (2014)
- Good Girls EP (2014)
- She's kinda hot EP(2015) UK&Ireland only